# جیمی آرمفیلد
جیمز کریستوفر آرمفیلد (انگلیسی: James Christopher Armfield؛ زادهٔ ۲۱ سپتامبر ۱۹۳۵ - درگذشته ۲۲ ژانویه ۲۰۱۸) بازیکن فوتبال اهل انگلستان بود که سابقهٔ بازی در تیم ملی فوتبال انگلستان را در کارنامهٔ خود دارد. وی در تاریخ ۱۳ مه ۱۹۵۹ نخستین بازی ملی خود را در مقابل تیم ملی فوتبال برزیل انجام داد و با حضور در ۴۳ بازی ملی، در تاریخ ۲۶ ژوئن ۱۹۶۶ واپسین بازی ملی‌اش را در برابر تیم ملی فوتبال فنلاند برگزار کرد.